# El Hatito
El Hatito är en ort i Mexiko.   Den ligger i kommunen Paso de Ovejas och delstaten Veracruz, i den sydöstra delen av landet, 290 km öster om huvudstaden Mexico City. El Hatito ligger 37 meter över havet och antalet invånare är 1 324.
Terrängen runt El Hatito är platt, och sluttar österut. Runt El Hatito är det ganska tätbefolkat, med 96 invånare per kvadratkilometer. Närmaste större samhälle är Paso de Ovejas, 5,0 km väster om El Hatito. Trakten runt El Hatito består till största delen av jordbruksmark.